# 2006 في كندا
فيما يلي قوائم الأحداث التي وقعت خلال عام 2006 في كندا.

## سياسة

### تعيين في المنصب
- 1 يناير – مايان فرانسيس نائب حاكم نوفا سكوشا [الإنجليزية]‏.
- 6 فبراير – ستيفن هاربر رئيس وزراء كندا.
- 2 ديسمبر – ستيفان ديون زعيم المعارضة الرسمية [الإنجليزية]‏.

### انتهاء فترة المنصب
- 1 يناير – ميرا فريمان نائب حاكم نوفا سكوشا [الإنجليزية]‏.
- 5 فبراير – ستيفن هاربر زعيم المعارضة الرسمية [الإنجليزية]‏.
- 6 فبراير – بول مارتن رئيس وزراء كندا.
- 6 فبراير – ستيفان ديون وزير البيئة [الإنجليزية]‏.

## رياضة
- 1 يناير – جائزة كندا الكبرى 2006 الفائز فرناندو ألونسو.

## أفلام
من الأفلام التي صدرت هذه السنة في كندا:
- 1 يناير – الأخذ من إخراج افي لويس، ناعومي كلاين.
- 1 يناير – الرجل الغصن من إخراج Neil LaBute [الإنجليزية]‏.
- 1 يناير – الوجهة النهائية 3 من إخراج جيمس وونغ (كاتب).
- 1 يناير – بعيدا عنها من إخراج سارة بولي.
- 1 يناير – رقم الحظ سليفين من إخراج Paul McGuigan (director) [الإنجليزية]‏.
- 1 يناير – صباح من إخراج ربا ندا.
- 1 يناير – كابوتي من إخراج بينيت ميلر.
- 21 أبريل – سايلنت هيل من إخراج كريستوف غانز.[1]
- 22 مايو – رجال-إكس: الوقفة الأخيرة من إخراج بريت راتنر.
- 2 سبتمبر – جبل بروكباك من إخراج أنغ لي.
- 15 ديسمبر – الفوضى من إخراج توني جيجليو.
- 17 ديسمبر – ليلة في المتحف من إخراج شون ليفي.

## برامج ومسلسلات وأنمي
- ماني الحرفاني
- كارل وكارل
- مارتن ميستري

## موسيقى

### ألبومات
من الألبومات التي صدرت هذه السنة في كندا:
- 9 يونيو – لووس من غناء نيللي فرتادو.

## كتب
من الكتب التي صدرت هذه السنة في كندا:
- 16 سبتمبر – التفرد الأمريكي من تأليف مارك ستين.
- 1 ديسمبر – ويكينومكس من تأليف دون تابسكوت [الإنجليزية]‏.

## مواليد

### أكتوبر
- 5 أكتوبر – يعقوب تريمبلاي ممثل كندي.

## وفيات

### أبريل
- 29 أبريل – جون كينيث جالبرايث (مواليد 1908) سياسي أمريكي.[2]

### أغسطس
- 9 أغسطس – ميليسا هايدن (مواليد 1923) راقصة باليهة كندية.[3]
- 30 أغسطس – جلين فورد (مواليد 1916)[4]

### أكتوبر
- 22 أكتوبر – آرثر هيل (مواليد 1922) ممثل كندي.[5]